# Ben is Back
Pour plus de détails, voir Fiche technique et Distribution.
Ben Is Back est un film américain écrit et réalisé par Peter Hedges. Il est présenté au festival international du film de Toronto 2018.

## Synopsis
La veille de Noël, Ben Burns, un jeune homme perturbé et en cours de désintoxication, revient dans sa famille à l'improviste. Méfiante, sa mère l'accueille mais s'aperçoit qu'il est toujours troublé.

## Fiche technique
Sauf indication contraire, les informations mentionnées dans cette section peuvent être confirmées par la base de données cinématographiques IMDb,  présente dans la section « Liens externes ».
- Titre original et français : Ben Is Back
- Titre québécois : Le Retour de Ben
- Réalisation et scénario : Peter Hedges
- Photographie : Stuart Dryburgh
- Montage : Ian Blume
- Musique :
- Production : Peter Hedges, Nina Jacobson, Teddy Schwarzman et Brad Simpson
- Sociétés de production : 30West, Black Bear Pictures et Color Force
- Société de distribution : Elevation Pictures (Canada)
- Pays de production :  États-Unis
- Langue originale : anglais
- Format : couleur
- Genre : drame
- Durée : 103 minutes
- Dates de sortie :
  - Canada : 8 septembre 2018 (festival international du film de Toronto 2018)
  - États-Unis : 7 décembre 2018
  - Italie : 20 décembre 2018
  - Québec : 21 décembre 2018
  - France : 16 janvier 2019

## Distribution
- Julia Roberts (VF : Céline Monsarrat ; VQ : Mélanie Laberge) : Holly Burns-Beeby
- Lucas Hedges (VF : Gabriel Bismuth-Bienaimé ; VQ : Alexandre Bacon) : Ben Burns
- Kathryn Newton (VF : Rebecca Benhamour ; VQ : Ludivine Reding) : Ivy Burns
- Alexandra Park : Cara K
- Courtney B. Vance (VF : Rody Benghezala ; VQ : Patrick Chouinard) : Neal Beeby
- Teddy Cañez : officier Thomas
- Emily Cass McDonnell : Babette Parker
- Mia Fowler (VQ : Estelle Fournier) : Lacey Beeby
- Jakari Fraser (VQ :

Mathéo Savard-Picnin) : Liam Beeby

## Accueil

### Accueil critique
Le film reçoit de bons retours de la part de la presse française, avec une note moyenne de 3,2/5 sur Allociné.

### Box-office
| Pays ou région    | Box-office      | Date d'arrêt du box-office | Nombre de semaines |
| ----------------- | --------------- | -------------------------- | ------------------ |
| États-Unis Canada | 3 703 184 $     | 21 février 2019            | 11                 |
| France            | 132 013 entrées | 13 février 2019            | 4                  |
| Total mondial     | 10 134 204 $    | -                          | -                  |